# 拉沃斯博伊伦
拉沃斯博伊伦是德国莱茵兰-普法尔茨州的一个市镇。总面积5.14平方公里，总人口122人，其中男性60人，女性62人（2011年12月31日），人口密度24人/平方公里。